# Купа на Независимостта
Купата на Независимостта (на арменски: Հայաստանի Անկախության Գավաթ) е турнир с елиминационна структура, управляван от арменската футболна федерация.
Турнирът стартира през 1939 г. като Купа на Армения, когато страната е в рамките на СССР и служи като квалификационен турнир за купата на СССР. След като Армения получава независимост през 1992 г., турнирът започва да се нарича Купа на Независимостта, а финалът е всяка година на 9 май.

## Представяне по отбори
| Клуб   | Победител | 2-ри | Година                                         |
| ------ | --------- | ---- | ---------------------------------------------- |
| Пюник  | 8         | 3    | 1996, 2002, 2004, 2009, 2010, 2013, 2014, 2015 |
| Мика   | 6         | 2    | 2000, 2001, 2003, 2005, 2006, 2011             |
| Арарат | 5         | 2    | 1993, 1994, 1995, 1997, 2008                   |
| Бананц | 3         | 5    | 1992, 2007, 2016                               |
| Цемент | 2         | 0    | 1998, 1999                                     |
| Ширак  | 1         | 5    | 2012                                           |